# Gråt

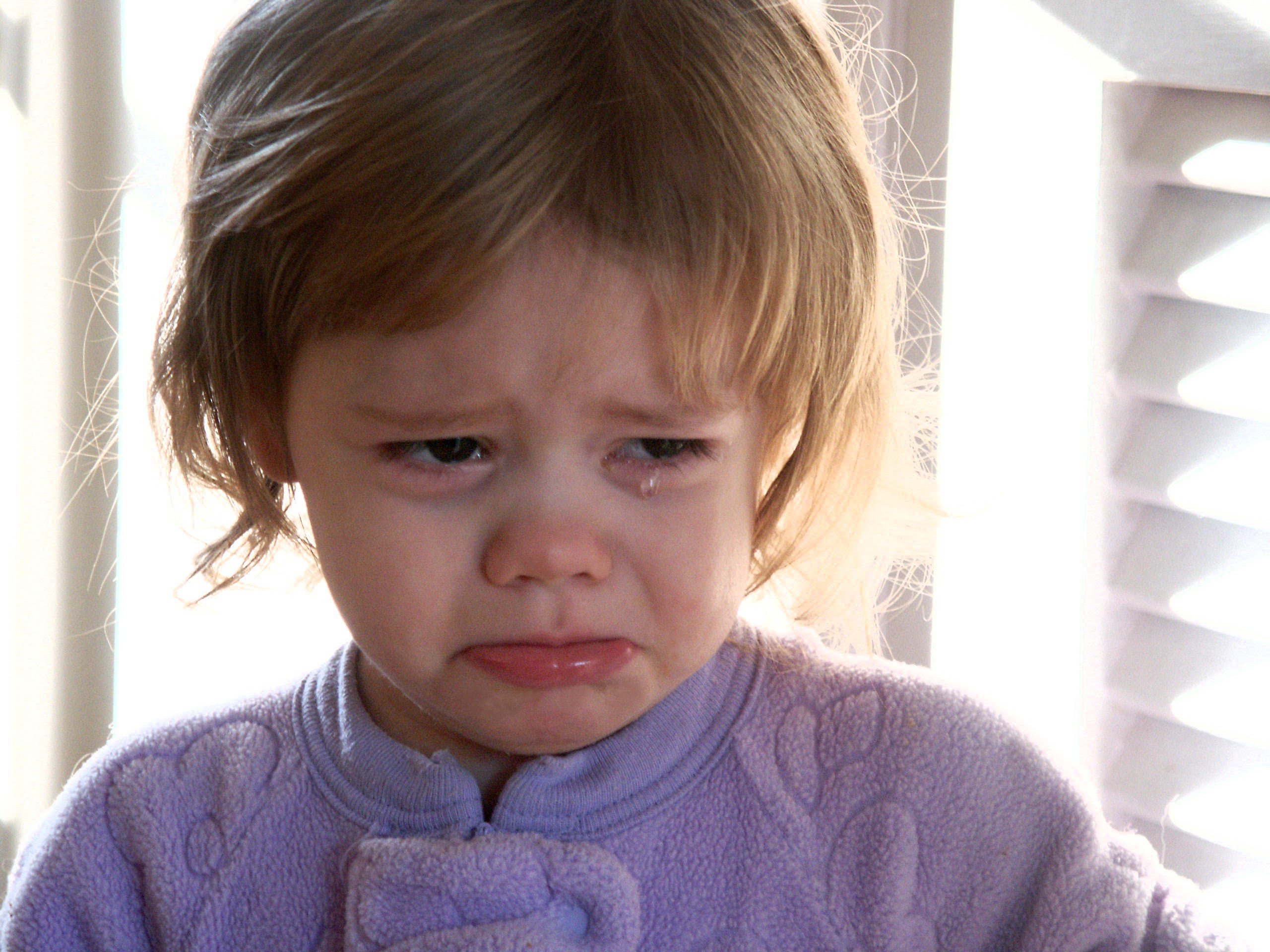
Flicka som gråter.

Gråt är ett emotionellt betingat beteende hos människan, som innebär att tårar rinner från ögonen. Beteendet, som har en kommunikativ funktion, är endast delvis viljestyrt och består av en kombination av tåravrinning från ögonen, speciellt andningsmönster. Ibland förekommer ett ljudligt läte, vilket ofta blir mer påtagligt om den gråtande försöker prata.
Gråt framkallas framför allt av känslor som upplevs som negativa, exempelvis sorg och förtvivlan, men kan även framkallas av oerhörd lycka eller andra starkt upplevda känslolägen. Gråt kan också framkallas på grund av fysisk smärta. Precis som skratt och gäspningar tenderar gråt vara socialt "smittsamt".

## Gråtens anatomi
Det speciella mönstret i andningen består av att framför allt utandningsluften pressas fram stötvis, ungefär som vid skratt. Då bildas upprepade, korta kluckande och frikativa ljud i de övre andningsvägarna, då stämbanden försöker att parera de plötsliga avvikelserna i luftströmmen. Den kraftiga tåravrinningen får ofta den gråtande att då och då snörvla, det vill säga göra en kraftig viljestyrd inandning genom näsan för att förhindra utrinning genom denna. 

## Psykologiska och neurologiska mekanismer
Människan är den enda varelse som gråter, men beteenden som påminner om gråt förekommer hos däggdjur. Spädbarn i alla kulturer gråter, och det är därmed inte i första hand ett inlärt beteende. Spädbarns gråt uppkommer när en separation upplevs som obehaglig, av längtan, och är i den meningen ett rop efter den eller det saknade. Deras gråt kan förstärkas av skrik. Ytterligare ett syfte med gråt är att lätta inre spänningar. Detta sker eftersom gråten påverkar vissa hormoner och deras verkningsmekanismer. 

### Skillnad mellan män och kvinnor
En forskningsöversikt från 2009 visar att kvinnor gråter i genomsnitt mellan 30 och 64 gånger per år, och män gråter mellan 6 och 17 gånger per år. Män tenderar att gråta mellan två och fyra minuter, och kvinnor gråter genomsnittligen i sex minuter. Gråten övergår till snyftande för kvinnor i 65% av fallen, jämfört med 6% för män. Fram till tonåren återfanns dock ingen skillnad mellan könen.
Det finns flera förklaringar till detta som samtliga har belagts, som att könshormonerna spelar roll, att det inte är socialt accepterat av män att gråta idag i de flesta kulturer, att kvinnor av kulturella skäl oftare befinner sig i "gråtframkallande miljöer", och att kvinnor har andra livshanteringsstrategier. Empati ökar benägenheten till gråt.

### Neurala förklaringar
Beteendet styrs av limbiska systemet i framhjärnan, men exakt hur hjärnan arbetar under gråt är inte klarlagt. Opioidpeptider och mängden opioidreceptorer i gyrus cinguli spelar roll för den kommunikativa gråten. Acetylkolin, vasopressin, oxytocin och serotonin är troligen också aktiva i regleringen av gråt, men mer på det känslomässiga planet.
Såväl mödrar som andra reagerar neurologiskt på barngråt. Det är i synnerhet amygdala som aktiveras av gråtljud. Hormonerna oxytocin och opioider är sannolikt också involverade. Fäder, men inte mödrar, utsöndrar prolaktin av barngråt.